# Maria Bueno
Maria Esther Andion Bueno (ur. 11 października 1939 w São Paulo, zm. 8 czerwca 2018 tamże) – brazylijska tenisistka, zwyciężczyni 19 turniejów Wielkiego Szlema, reprezentantka w Fed Cup.

## Kariera tenisowa
W grze pojedynczej Bueno odniosła 7 triumfów w zawodach wielkoszlemowych. W wieku 17 lat została mistrzynią Wimbledonu 1959, stając się pierwszą tenisistką z Ameryki Południowej, która wygrała ten turniej.
W sezonie 1960 zwyciężyła we wszystkich wielkoszlemowych imprezach w konkurencji gry podwójnej (3 tytuły zdobyła razem z Darlene Hard, a 1 z Christine Truman), zostając pierwszą tenisistką, która skompletowała w sezonie Klasycznego Wielkiego Szlema w deblu. W sumie Bueno wygrała 11 turniejów tej rangi w grze podwójnej.
W konkurencji gry mieszanej triumfowała we French Championships 1960, startując z Robertem Howe.
W 1978 roku została przyjęta do Międzynarodowej Tenisowej Galerii Sławy.
Po zakończeniu sportowej kariery została komentatorką telewizyjną dla stacji SportTV i BBC’s Radio Brazilian World Service. Była również ambasadorką turnieju Rio Open. Zmarła 8 czerwca 2018 w szpitalu w São Paulo, gdzie została przyjęta z powodu raka jamy ustnej z przerzutami. Kilka dni wcześniej przewieziono ją do szpitala w ciężkim stanie.

### Finały w turniejach wielkoszlemowych

#### Gra pojedyncza (7–5)
| Końcowy wynik | Nr | Data | Turniej                                   | Nawierzchnia | Przeciwniczka            | Wynik finału        |
| ------------- | -- | ---- | ----------------------------------------- | ------------ | ------------------------ | ------------------- |
| Zwyciężczyni  | 1. | 1959 | Wimbledon, Londyn                         | Trawiasta    | Darlene Hard             | 6:4, 6:3            |
| Zwyciężczyni  | 2. | 1959 | U.S. National Championships, Forest Hills | Trawiasta    | Christine Truman         | 6:1, 6:4            |
| Zwyciężczyni  | 3. | 1960 | Wimbledon, Londyn                         | Trawiasta    | Sandra Reynolds Price    | 8:6, 6:0            |
| Finalistka    | 1. | 1960 | U.S. National Championships, Forest Hills | Trawiasta    | Darlene Hard             | 4:6, 12:10, 4:6     |
| Zwyciężczyni  | 4. | 1963 | U.S. National Championships, Forest Hills | Trawiasta    | Margaret Smith Court     | 7:5, 6:4            |
| Finalistka    | 2. | 1964 | French Championships, Paryż               | Ceglana      | Margaret Smith Court     | 7:5, 1:6, 2:6       |
| Zwyciężczyni  | 5. | 1964 | Wimbledon, Londyn                         | Trawiasta    | Margaret Smith Court     | 6:4, 7:9, 6:3       |
| Zwyciężczyni  | 6. | 1964 | U.S. National Championships, Forest Hills | Trawiasta    | Carole Caldwell Graebner | 6:1, 6:0            |
| Finalistka    | 3. | 1965 | Australian Championships, Melbourne       | Trawiasta    | Margaret Smith Court     | 7:5, 4:6, 2:5 krecz |
| Finalistka    | 4. | 1965 | Wimbledon, Londyn                         | Trawiasta    | Margaret Smith Court     | 4:6, 5:7            |
| Finalistka    | 5. | 1966 | Wimbledon, Londyn                         | Trawiasta    | Billie Jean King         | 3:6, 6:3, 1:6       |
| Zwyciężczyni  | 7. | 1966 | U.S. National Championships, Forest Hills | Trawiasta    | Nancy Richey             | 6:3, 6:1            |

#### Gra podwójna (11–5)
| Końcowy wynik | Nr  | Data | Turniej                                   | Nawierzchnia | Partnerka            | Przeciwniczki                           | Wynik finału   |
| ------------- | --- | ---- | ----------------------------------------- | ------------ | -------------------- | --------------------------------------- | -------------- |
| Zwyciężczyni  | 1.  | 1958 | Wimbledon, Londyn                         | Trawiasta    | Althea Gibson        | Margaret Osborne DuPont Margret Varner  | 6:3, 7:5       |
| Finalistka    | 1.  | 1958 | U.S. National Championships, Forest Hills | Trawiasta    | Althea Gibson        | Jeanne Arth Darlene Hard                | 6:2, 3:6, 4:6  |
| Finalistka    | 2.  | 1959 | U.S. National Championships, Forest Hills | Trawiasta    | Sally Moore          | Jeanne Arth Darlene Hard                | 2:6, 3:6       |
| Zwyciężczyni  | 2.  | 1960 | Australian Championships, Brisbane        | Trawiasta    | Christine Truman     | Lorraine Coghlan Margaret Smith Court   | 6:2, 5:7, 6:2  |
| Zwyciężczyni  | 3.  | 1960 | French Championships, Paryż               | Ceglana      | Darlene Hard         | Ann Haydon-Jones Pat Ward Hales         | 6:2, 7:5       |
| Zwyciężczyni  | 4.  | 1960 | Wimbledon, Londyn                         | Trawiasta    | Darlene Hard         | Sandra Reynolds Price Renee Schuurman   | 6:4, 6:0       |
| Zwyciężczyni  | 5.  | 1960 | U.S. National Championships, Forest Hills | Trawiasta    | Darlene Hard         | Ann Haydon Jones Deidre Catt            | 6:1, 6:1       |
| Finalistka    | 3.  | 1961 | French Championships, Paryż               | Ceglana      | Darlene Hard         | Sandra Reynolds Price Renee Schuurman   | walkower       |
| Zwyciężczyni  | 6.  | 1961 | U.S. National Championships, Forest Hills | Trawiasta    | Darlene Hard         | Billie Jean King Karen Susman           | 4:6, 6:3, 6:2  |
| Zwyciężczyni  | 7.  | 1963 | Wimbledon, Londyn                         | Trawiasta    | Darlene Hard         | Margaret Smith Court Robyn Ebbern       | 8:6, 9:7       |
| Finalistka    | 4.  | 1963 | U.S. National Championships, Forest Hills | Trawiasta    | Darlene Hard         | Margaret Smith Court Robyn Ebbern       | 6:4, 8:10, 3:6 |
| Zwyciężczyni  | 8.  | 1965 | Wimbledon, Londyn                         | Trawiasta    | Billie Jean King     | Françoise Durr Jeanine Lieffrig         | 6:2, 7:5       |
| Zwyciężczyni  | 9.  | 1966 | Wimbledon, Londyn                         | Trawiasta    | Nancy Richey         | Margaret Smith Court Judy Tegart Dalton | 6:3, 4:6, 6:4  |
| Zwyciężczyni  | 10. | 1966 | U.S. National Championships, Forest Hills | Trawiasta    | Nancy Richey         | Rosie Casals Billie Jean King           | 6:3, 6:4       |
| Finalistka    | 5.  | 1967 | Wimbledon, Londyn                         | Trawiasta    | Nancy Richey         | Rosie Casals Billie Jean King           | 11:9, 4:6, 2:6 |
| Zwyciężczyni  | 11. | 1968 | US Open, Forest Hills                     | Trawiasta    | Margaret Smith Court | Rosie Casals Billie Jean King           | 4:6, 9:7, 8:6  |

#### Gra mieszana (1–6)
| Końcowy wynik | Nr | Data | Turniej                                   | Nawierzchnia | Partner         | Przeciwnicy                          | Wynik finału    |
| ------------- | -- | ---- | ----------------------------------------- | ------------ | --------------- | ------------------------------------ | --------------- |
| Finalistka    | 1. | 1958 | U.S. National Championships, Forest Hills | Trawiasta    | Alex Olmedo     | Margaret Osborne DuPont Neale Fraser | 3:6, 6:3, 7:9   |
| Finalistka    | 2. | 1959 | Wimbledon, Londyn                         | Trawiasta    | Neale Fraser    | Darlene Hard Rod Laver               | 4:6, 3:6        |
| Zwyciężczyni  | 1. | 1960 | French Championships, Paryż               | Ceglana      | Robert Howe     | Ann Haydon-Jones Roy Emerson         | 1:6, 6:1, 6:2   |
| Finalistka    | 3. | 1960 | Wimbledon, Londyn                         | Trawiasta    | Robert Howe     | Darlene Hard Rod Laver               | 11:13, 6:3, 6:8 |
| Finalistka    | 4. | 1960 | U.S. National Championships, Forest Hills | Trawiasta    | Antonio Palafox | Margaret Osborne DuPont Neale Fraser | 3:6, 2:6        |
| Finalistka    | 5. | 1965 | French Championships, Paryż               | Ceglana      | John Newcombe   | Margaret Smith Court Ken Fletcher    | 4:6, 4:6        |
| Finalistka    | 6. | 1967 | Wimbledon, Londyn                         | Trawiasta    | Ken Fletcher    | Billie Jean King Owen Davidson       | 6:3, 2:6, 13:15 |